# Breaking Free
«Breaking Free» es una canción de la Película Original de Disney Channel, High School Musical. También aparece en el álbum de la película del mismo nombre. Es cantada por Drew Seeley y Vanessa Hudgens e interpretada por Zac Efron junto a Vanessa Hudgens . También fue lanzada como un sencillo el 28 de septiembre de 2006. Ha sido el más exitoso sencillo de High School Musical en el Reino Unido, en el puesto #9 en el singles chart.
La canción es cantada durante el clímax de la película cuando los personajes principales Troy y Gabriella participan en las audiciones delante de todo el cuerpo estudiantil.

## Lista de canciones
Sencillo Canadiense/U.S./UK/Irlandés/Australiano
1. «Breaking Free»
2. «Start of Something New»
3. «Bop to the Top»

Sencillo Italiano
1. «Breaking Free»
2. «Start of Something New»
3. «Se Provi a Volare» (Interpretada por Luca Dirisio)

Sencillo Mexicano
1. «Eres Tú» (Interpreatda por Belanova)

Sencillo Español
1. «Breaking Free»
2. «Start of Something New»
3. «Breaking Free» (Lover Dub)

Sencillo Portugués
1. «Breaking Free»
2. «O Que Eu Procurava» (Interpretada por Ludov)
3. «Só Tem Que Tentar»

Sencillo Francés
1. «Breaking Free»

Sencillo Alemán
1. «Breaking Free»
2. «Breaking Free» (Instrumental)
3. «Breaking Free»

Sencillo Asiático
1. «Breaking Free» (Interpretada por Vince Chong, Nikki Gil, y Alicia Pan)

Sencillo Chino
1. «Breaking Free» (Versión Mandarín)

## Éxito
"Breaking Free" es la canción más comercial y exitosa del soundtrack de High School Musical. Debutó en el puesto #86 en el Billboard Hot 100, y ya en la segunda semana la canción saltó al 4to puesto. Al subir 82 puestos, se convirtió en el sencillo con el salto más grande en la historia del Hot 100 de ese entonces ya que actualmente ocupa el 5.º lugar."Breaking Free" fue certificado platino junto con su soundtrack.
- 97-1 (96 posiciones) - Kelly Clarkson - "My Life Would Suck Without You"
- 96-1 (95 posiciones)- Britney Spears - "Womanizer"
- 94-3 (91 posiciones)- Beyoncé y Shakira — "Beautiful liar"
- 84-1(83 posiciones) - Shakira - "Hips Don't Lie"
- 86-4 (82 posiciones) — Zac Efron, Andrew Seeley y Vanessa Anne Hudgens — "Breaking Free"

La canción fue aún más exitosa en el Top 100 de iTunes, llegando al #1 días después de que la película haya sido lanzada.
En Australia fue lanzado como un sencillo en CD por EMI el 1 de julio de 2006 y llegó al puesto 13.

### Posicionamiento
| Listas (2006)                | Posición |
| ---------------------------- | -------- |
| UK Singles Chart             | 9        |
| U.S Billboard Hot 100        | 4        |
| U.S Pop 100                  | 6        |
| Nueva Zelanda Top 40 Singles | 4        |
| Australia Top 50 Single      | 13       |

## Video musical
El video musical para esta canción fue un clip de la película/musical High School Musical. No fue lanzado un video en los conteos de Estados Unidos, porque fue el clímax de la canción en la película y Disney no quiso lanzarlo. Alemania la música de canales de vídeo que tuvo en la música de vídeo normal de rotación. Sin embargo, la versión remix del video será lanzado en el High School Musical Remix edición DVD.

## Otras versiones
- Hebreo: ממריאים (Gilat Hillel)
- Chino Mandarín: 另一個自己 (Anson Hu y Stephy Tang)
- Polaco: Masz w sobie siłę (Hania Stach y Andrzej Lampert)
- Portugués: Tem Que Tentar (Beto Marnen & Fabíola Ribeiro)
- Español Europeo: No dejes de Soñar (Conchita)
- Español Mexicano: Solo hay que Intentar (Roger González y Carla Medina)
- Español Argentino: Solo hay que Intentar (Fernando Dente y Sofía Agüero Petros)
- Francés: Briser mes Chaînes ("Romper mis cadenas" en francés) (Sofiane)
- Italiano: Se provi a Volare (Luca Drisio)
- Hindú: Choole Ambar Hi (Naresh Kamath & Sunidhi Chahuhan)